# Duc de Richmond
Le titre de duc de Richmond, nommé d'après Richmond dans le Yorkshire du Nord, a été créé plusieurs fois dans la pairie d'Angleterre pour des membres des maisons royales Tudor et Stuart.

## Histoire du titre

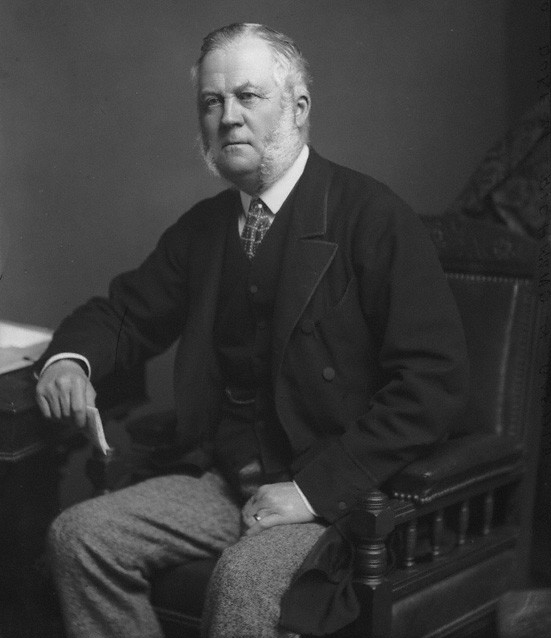
Charles Henry Gordon-Lennox, 6ème Duc de Richmond, 6ème Duc de Lennox, et 1er Duc de Gordon

Henri Tudor, alors comte de Richmond, devient roi d'Angleterre en 1485. Le titre rejoint la couronne.
En 1525, son fils, Henri VIII, accorde à son fils illégitime Henry FitzRoy, le titre duc de Richmond et Somerset, avec le titre subsidiaire de comte de Nottingham. À sa mort, le titre revient à la couronne.
En 1613, Ludovic Stuart, 2e duc de Lennox est fait comte de Richmond, puis en 1623 duc de Richmond.
En 1641, son neveu Jacques Stuart, 4e duc de Lennox est créé duc de Richmond.
En 1675, trois ans après la mort sans descendance de Charles Stuart, 3e duc de Richmond, Charles II accorde à son fils illégitime, Charles Lennox, qu'il a eu de Louise Renée de Penancoët de Keroual, les titres de duc de Richmond et de Lennox.
Depuis 1675, le titre est dans la famille issue de Charles Lennox.
Les titres subsidiaires associés au titre de duc de Richmond sont baron Settrington (de Settrington dans le Yorkshire) et comte de March. Le duc possède aussi les titres subsidiaires de Lord Torbolton et comte de Darnley, qui furent créés pour le titre de duc de Lennox (pairie d'Écosse). Enfin, il possède le titre subsidiaire de comte de Kinrara, dans la pairie du Royaume-Uni, créé pour le titre de duc de Gordon. Le titre de courtoisie associé est comte de March, utilisé comme titre de courtoisie par le fils aîné et héritier désigné du duc.

## Duc de Richmond et Somerset (1525)
- 1525-1536 : Henry FitzRoy (1519-1536).

Le titre est éteint à sa mort sans postérité.

## Première création (1623)
- 1623-1623 : Ludovic Stuart (1574-1623), 2e duc de Lennox (1583), 1er comte de Richmond (1613)).

Le titre est éteint à sa mort sans postérité.

## Deuxième création (1641)
- 1641-1655 : Jacques Stuart (1612-1655), 4e duc de Lennox (1624). Neveu du précédent et fils d'Esmé ;

- 1655-1660 : Esmé Stuart (en) (1649-1660), 5e duc de Lennox (1655). Fils du précédent ;

- 1660-1672 : Charles Stuart (1639-1672), 6e duc de Lennox (1660). Cousin germain du précédent.

Charles Stuart meurt sans héritier, les titres qu'il porte font leur retour à la Couronne.

## Troisième création (1675)

Armes de Charles Ier Lennox.

- 1675-1723 : Charles Lennox (1672-1723 ; fils naturel de Charles II), 1er duc de Lennox, duc d'Aubigny (1684) conjointement avec sa mère ;
- 1723-1750 : Charles Lennox (1701-1750), 2e duc de Lennox, duc d'Aubigny. Fils du précédent ;
- 1750-1806 : Charles Lennox (1734-1806), 3e duc de Lennox, duc d'Aubigny. Fils du précédent ;

Armes de Charles IV Lennox.

- 1806-1819 : Charles Lennox (1764-1819), 4e duc de Lennox, duc d'Aubigny. Neveu du précédent ;

Armes de Charles V Lennox et de ses successeurs.

- 1819-1860 : Charles Lennox (1791-1860), 5e duc de Lennox, duc d'Aubigny. Fils du précédent ;
- 1860-1903 : Charles Henry Gordon-Lennox (1818-1903), 6e duc de Lennox, 1er duc de Gordon (1876), duc d'Aubigny. Fils du précédent ;
- 1903-1928 : Charles Henry Gordon-Lennox (1845-1928), 7e duc de Lennox, 2e duc de Gordon, duc d'Aubigny. Fils du précédent ;
- 1928-1935 : Charles Henry Gordon-Lennox (1870-1935), 8e duc de Lennox, 3e duc de Gordon, duc d'Aubigny. Fils du précédent ;
- 1935-1989 : Frederick Charles Gordon-Lennox (1904-1989), 9e duc de Lennox, 4e duc de Gordon. Fils du précédent ;
- 1989-2017 : Charles Henry Gordon-Lennox (1929-2017), 10e duc de Lennox, 5e duc de Gordon, duc d'Aubigny. Fils du précédent ;
- 2017-... : Charles Henry Gordon-Lennox (né en 1955), 11e duc de Richmond, 6e duc de Gordon, duc d'Aubigny. Fils du précédent.

Héritier apparent : Charles Gordon-Lennox (1994), comte de March et Kinrara.

## Sources
- Duché de Richmond sur www.heraldique-europeenne.org
- Leigh Rayment's Peerage Page